# Едеклерци
Едеклерци (на македонска литературна норма: Едеклерци) е село в Община Щип, Северна Македония.

## География
Селото е разположено на 12 километра западно от Щип.

## История
В XIX век Едеклерци е българско село в Щипска кааза на Османската империя. Според статистиката на Васил Кънчов („Македония. Етнография и статистика“) от 1900 година Едеклерци има 40 жители, всички българи.
Цялото население на селото е под върховенството на Българската екзархия. В статистиката на секретаря на екзархията Димитър Мишев от 1905 година („La Macédoine et sa Population Chrétienne“) Едиклерци (Ediklertzi) и има 32 българи екзархисти.
След Междусъюзническата война в 1913 година селото попада в Сърбия.
На етническата си карта от 1927 година Леонард Шулце Йена показва Йедеклер (Jedekler) като село с неясен етнически състав.

## Личности
Родени в Едиклерци
- Дедо Иванчо, български революционер, деец на ВМОРО, загинал преди 1918 г.[4]